# Невероятный Бёрт Уандерстоун
«Невероятный Бёрт Уандерстоун» (англ. The Incredible Burt Wonderstone) — комедия режиссёра Дона Скардино по сценарию Джона Фрэнсиса Дэйли и Джонатана Голдштейна, основанном на рассказе Чэда Калтджена. Премьера в США состоялась 8 марта 2013 года (на кинофестивале «South by Southwest»), в прокат США фильм вышел 15 марта 2013 года, в России фильм вышел в прокат 6 июня 2013 года.

## Сюжет
После разрыва со своим давним сценическим партнёром Энтоном Марвелтоном известный, но измученный лас-вегасский фокусник Бёрт Уандерстоун борется за популярность с новым уличным волшебником Стивом Грэем, который тоже стал выступать на сцене.

## В ролях
- Стив Карелл — Бёрт Уандерстоун[5]
  - Мэйсон Кук — юный Бёрт Уандерстоун
- Джим Керри — Стив Грэй[6]
- Стив Бушеми — Энтон Марвелтон[7]
- Джеймс Гандольфини — Даг Манни[8]
- Оливия Уайлд — Джейн
- Алан Аркин — Рэнс Холлоуэй
- Брэд Гарретт — Дом[9]
- Джей Мор — Рик Невероятный[10]
- Гиллиан Джейкобс — Миранда
- Дэвид Копперфильд — играет самого себя
- Михаэль Хербиг — Люциус Бельведер[11]

## Производство
- На роль Джейн рассматривались Мишель Монаган, Джуди Грир, Сара Сильверман и Джессика Бил[12].